# Tunisia ai Giochi della XXIX Olimpiade
La Tunisia ha partecipato ai Giochi della XXIX Olimpiade di Pechino, svoltisi dall'8 al 24 agosto 2008, con una delegazione di 26 atleti.

## Medaglie
| Medaglia | Atleta           | Sport | Evento                           |
| -------- | ---------------- | ----- | -------------------------------- |
| Oro      | Oussama Mellouli | Nuoto | 1500 metri stile libero maschili |

## Atletica leggera
| Gara         | Atleta          | Tempo     | Posizione |
| ------------ | --------------- | --------- | --------- |
| Marcia 20 km | Hatem Ghoula    | 1h 23'44" | 27        |
| Marcia 20 km | Hassanine Sebei | 1h 25'33" | 34        |
| Marcia 20 km | Hatem Ghoula    | 4h 03'47" | 33        |

| Gara       | Atleta         | Semifinali | Semifinali | Finale  | Finale |
| Gara       | Atleta         | Tempo      | Pos.       | Tempo   | Pos.   |
| ---------- | -------------- | ---------- | ---------- | ------- | ------ |
| 3000 siepi | Habiba Gheribi | 9'25"50    | 5          | 9'36"43 | 13     |

| Gara             | Atleta            | Qualificazioni | Qualificazioni | Finale | Finale |
| Gara             | Atleta            | Misura         | Pos.           | Misura | Pos.   |
| ---------------- | ----------------- | -------------- | -------------- | ------ | ------ |
| Salto con l'asta | Leila Ben Youssef | 4,00 m         | 18             |        |        |

## Ciclismo

### Su strada
| Gara                    | Atleta        | Tempo     | Posizione |
| ----------------------- | ------------- | --------- | --------- |
| Corsa in linea maschile | Rafâa Chtioui | 7h 03'04" | 87        |

## Judo
| Gara   | Atleta        | Preliminari                     | Tabellone principale                     | Tabellone principale | Tabellone principale | Tabellone principale | Tabellone principale | Ripescaggi | Ripescaggi | Ripescaggi | Ripescaggi |
| Gara   | Atleta        | Preliminari                     | Sedicesimi                               | Ottavi               | Quarti               | Semifinali           | Finale               | 1º turno   | Quarti     | Semifinali | Finale     |
| ------ | ------------- | ------------------------------- | ---------------------------------------- | -------------------- | -------------------- | -------------------- | -------------------- | ---------- | ---------- | ---------- | ---------- |
| 81 kg  | Youssef Badra |                                 | Srdjan Mrvaljevic (Montenegro) 0010-0020 |                      |                      |                      |                      |            |            |            |            |
| 100 kg | Anis Chedly   | Teddy Riner (Francia) 0000-0010 |                                          |                      |                      |                      |                      |            |            |            |            |

| Gara   | Atleta            | Tabellone principale                   | Tabellone principale                   | Tabellone principale              | Tabellone principale | Tabellone principale | Ripescaggi | Ripescaggi | Ripescaggi | Ripescaggi |
| Gara   | Atleta            | Sedicesimi                             | Ottavi                                 | Quarti                            | Semifinali           | Finale               | 1º turno   | Quarti     | Semifinali | Finale     |
| ------ | ----------------- | -------------------------------------- | -------------------------------------- | --------------------------------- | -------------------- | -------------------- | ---------- | ---------- | ---------- | ---------- |
| 48 kg  | Chahnez Mbarki    | Lyudmyla Lusnikova (Ucraina) 0000-0221 |                                        |                                   |                      |                      |            |            |            |            |
| 57 kg  | Nesrine Jlassi    |                                        | Yurisleydis Lupetey (Cuba) 1000-0000   | Maria Pekli (Australia) 0000-1011 |                      |                      |            |            |            |            |
| 78 kg  | Houda Miled       |                                        | Stéphanie Possamaï (Francia) 0012-1010 |                                   |                      |                      |            |            |            |            |
| +78 kg | Nihal Chikhrouhou | Carmen Chala (Ecuador) 1000-0000       | Kim Na-Young (Corea del Sud) 0001-0011 |                                   |                      |                      |            |            |            |            |

## Lotta
| Gara                               | Atleta         | Tabellone principale | Tabellone principale                    | Tabellone principale | Tabellone principale | Tabellone principale | Ripescaggi | Ripescaggi | Ripescaggi |
| Gara                               | Atleta         | Sedicesimi           | Ottavi                                  | Quarti               | Semifinali           | Finale               | Quarti     | Semifinali | Finale     |
| ---------------------------------- | -------------- | -------------------- | --------------------------------------- | -------------------- | -------------------- | -------------------- | ---------- | ---------- | ---------- |
| Lotta libera, 84 kg maschile       | Adnene Rhimi   |                      | Harutyun Yenokyan (Armenia) 0-6, 1-8    |                      |                      |                      |            |            |            |
| Lotta libera, 55 kg femminile      | Marwa Amri     |                      | Jackeline Rentería (Colombia) 4-7, F    |                      |                      |                      |            |            |            |
| Lotta greco-romana, 84 kg maschile | Haykel Achouri |                      | Shalva Gadabadze (Azerbaigian) 0-5, 0-5 |                      |                      |                      |            |            |            |

## Nuoto
| Gara                | Atleta           | Batterie | Batterie | Semifinali | Semifinali | Finale   | Finale |
| Gara                | Atleta           | Tempo    | Pos.     | Tempo      | Pos.       | Tempo    | Pos.   |
| ------------------- | ---------------- | -------- | -------- | ---------- | ---------- | -------- | ------ |
| 200 m stile libero  | Oussama Mellouli | 1'47"97  | 19       |            |            |          |        |
| 400 m stile libero  | Oussama Mellouli |          |          | 3'44"54    | 7          | 3'43"45  | 5      |
| 1500 m stile libero | Oussama Mellouli |          |          | 16'47"76   | 6          | 14'40"84 |        |

## Pugilato
| Gara                | Atleta              | Sedicesimi                          | Ottavi                             | Quarti                        | Semifinali | Finale |  |
| ------------------- | ------------------- | ----------------------------------- | ---------------------------------- | ----------------------------- | ---------- | ------ |  |
| Pesi mosca          | Walid Cherif        | Stephen Sutherland (Australia) 14-2 | Lee Ok-Sung (Corea del Sud) 11-5   | Vincenzo Picardi (Italia) 5-7 |            |        |  |
| Pesi piuma          | Alaa Shili          | Wilhelm Gratschow (Germania) 14-5   | Arturo Santos Reyes (Messico) 2-14 |                               |            |        |  |
| Pesi leggeri        | Saifeddine Nejmaoui | Aleksej Tiščenko (Russia) 2-10      |                                    |                               |            |        |  |
| Pesi welter leggeri | Hamza Hassini       | Morteza Sepahvand (Iran) 4-16       |                                    |                               |            |        |  |
| Pesi mediomassimi   | Mourad Sahraoui     | Zhang Xiaoping (Cina) 1-3           |                                    |                               |            |        |  |

## Scherma
| Gara                 | Atleta        | Turno 1                       | Sedicesimi                     | Ottavi                            | Quarti                         | Semifinali | Finale |
| -------------------- | ------------- | ----------------------------- | ------------------------------ | --------------------------------- | ------------------------------ | ---------- | ------ |
| Fioretto individuale | Inès Boubakri | Jujie Luan (Canada) 9-13      |                                |                                   |                                |            |        |
| Sciabola individuale | Azza Besbes   | Jyoti Chetty (Sudafrica) 15-2 | Léonore Perrus (Francia) 15-11 | Olga Ovtchinnikova (Canada) 15-12 | Becca Ward (Stati Uniti) 14-15 |            |        |

## Sollevamento pesi
| Gara            | Atleta           | Strappo | Strappo | Slancio | Slancio | Totale       | Posizione    |
| Gara            | Atleta           | Ris.    | Pos.    | Ris.    | Pos.    | Totale       | Posizione    |
| --------------- | ---------------- | ------- | ------- | ------- | ------- | ------------ | ------------ |
| 56 kg maschile  | Khalil Al Maooui | 126     | 7       | 0       | -       | non concluso | non concluso |
| 63 kg femminile | Hanene Ouerfelli | 80      | 17      | 95      | 16      | 175          | 16           |

## Taekwondo
| Gara   | Atleta            | Ottavi                                   | Tabellone principale | Tabellone principale | Tabellone principale | Ripescaggi                       | Ripescaggi |
| Gara   | Atleta            | Ottavi                                   | Quarti               | Semifinali           | Finale               | Semifinali                       | Finale     |
| ------ | ----------------- | ---------------------------------------- | -------------------- | -------------------- | -------------------- | -------------------------------- | ---------- |
| +67 kg | Khaoula Ben Hamza | María del Rosario Espinoza (Messico) 0-4 |                      |                      |                      | Karolina Kedzierska (Svezia) 4-5 |            |

## Tennis
| Gara                | Atleta      | Trentaduesimi                          | Sedicesimi | Ottavi | Quarti | Semifinali | Finale |
| ------------------- | ----------- | -------------------------------------- | ---------- | ------ | ------ | ---------- | ------ |
| Singolare femminile | Selima Sfar | Caroline Wozniacki (Danimarca) 4-6 1-6 |            |        |        |            |        |